# Inhuleț, Șîroke
Inhuleț (în ucraineană Інгулець) este un sat în comuna Novoselivka din raionul Șîroke, regiunea Dnipropetrovsk, Ucraina.

## Demografie
Componența lingvistică a localității Inhuleț
     Ucraineană (91,87%)
     Rusă (7,5%)
     Alte limbi (0,32%)
Conform recensământului din 2001, majoritatea populației localității Inhuleț era vorbitoare de ucraineană (91,87%), existând în minoritate și vorbitori de rusă (7,5%).